# 1914, fleurs meurtries
Pour plus de détails, voir Fiche technique et Distribution.
1914, fleurs meurtries (titre original : 1914, die letzten Tage vor dem Weltbrand) est un film allemand historique réalisé par Richard Oswald, sorti en 1931.
Le film met en scène les principaux dirigeants européens dans les 39 jours qui précédèrent le déclenchement de la Première Guerre mondiale.

## Synopsis
Le 28 juin 1914, l'archiduc François-Ferdinand, héritier du trône austro-hongrois et sa femme sont assassinés en pleine rue par l'assassin serbe Gavrilo Princip à Sarajevo. Le Conseil de la Couronne autrichien se réunit ensuite à Bad Ischl pour discuter des conséquences et des réactions. Le ministre autrichien des Affaires étrangères, le comte Berchtold et le chef d'état-major, Conrad von Hötzendorf recommandent une action militaire punitive contre la Serbie. De leur côté, l'empereur François-Joseph, le Premier ministre hongrois et le comte Tisza, sont sceptiques quant à la guerre.
A contrario, le Kaiser Guillaume II, représenté par le chancelier Bethmann Hollweg, signale à Vienne un soutien militaire et politique et donc les mains libres contre la Serbie mais espérait pouvoir limiter le conflit armé à venir aux Balkans. Certain de cette procuration en blanc, le comte Berchtold écrivit au roi de Serbie Pierre Ier une note de protestation diplomatiquement acerbe avec des conditions dures. Le Serbe était initialement prêt à l'accepter afin d'éviter la guerre mais son premier ministre Pasic et le prince héritier Alexandre l'exhortent à les rejeter et à se tourner vers le tsar russe Nicolas II pour obtenir de l'aide.
Avec l'Empire tsariste comme allié proche derrière elle, la Serbie fait fi des exigences de l'Autriche-Hongrie, sur quoi Vienne a appelé à la mobilisation général. Guillaume II, en revanche, qui trouve la réponse serbe brillante, tente une médiation. Mais en Russie aussi, les forces bellicistes autour du grand-duc Nikolaï Nikolaïevitch et de ses généraux ont désormais le dessus, tandis que le tsar hésite encore. Influencé par son entourage, le monarque est finalement persuadé de déclarer lui aussi la mobilisation.
Les évènements s'enchainent rapidement lorsque la France commence également à se préparer à un conflit armé contre l'Allemagne, tandis que l'Angleterre reste hésitante. Avec la mort de Jean Jaurès, opposant déclaré à la guerre, assassiné par le nationaliste Raoul Villain au Café du Croissant parisien  le dernier espoir d'une solution pacifique s'évanouit.

## Fiche technique
- Titre : 1914, fleurs meurtries
- Titre original : 1914, die letzten Tage vor dem Weltbrand
- Réalisation : Richard Oswald
- Scénario : Heinz Goldberg (de), Fritz Wendhausen
- Producteur : Richard Oswald
- Directeur de la photographie : Mutz Greenbaum
- Monteur : Paul Falkenberg
- Pays d'origine : République de Weimar
- Format : Noir et blanc - 1,20:1 - Mono
- Genre : Drame historique
- Durée : 120 minutes
- Date de sortie :
  - République de Weimar : 20 janvier 1931
  - France : 20 mars 1931
  - États-Unis: 3 septembre 1932

## Distribution
- Albert Bassermann : Theobald von Bethmann Hollweg
- Hermann Wlach : Gottlieb von Jagow
- Heinrich Schroth : Erich von Falkenhayn
- Eugen Klöpfer : François-Joseph Ier d'Autriche
- Karl Staudt : Ladislaus de Szögyény-Marich
- Alfred Abel : Leopold Berchtold
- Bernhard Goetzke : Pierre Ier de Serbie
- Olaf Fjord : Alexandre Ier de Yougoslavie
- Robert Hartberg : Alexander Hoyos
- Alfred Gerasch : Franz Conrad von Hötzendorf
- Reinhold Schünzel : Nicolas II de Russie
- Lucie Höflich : Alix de Hesse-Darmstadt
- Oskar Homolka : Sergueï Sazonov
- Ferdinand Hart : Nicolas Nikolaïevitch de Russie
- Heinrich George : Jean Jaurès
- Alexander Granach : Un ami de Jaurès
- Bruno Ziener : Wilhelm von Schoen
- Fritz Odemar : Karl Max von Lichnowsky
- Viktor Jensen : Eduard Graf Paar
- Otto Torday : István Tisza
- Ernst Dernburg : un général allemand
- Alice Hechy (de) : Alexandra Alexandrowna
- Adolf Edgar Licho : Vladimir Alexandrovitch Soukhomlinov
- Leo Reuss : Nikolai Alexejewitsch Maklakow
- Viktor de Kowa : Michel Alexandrovitch de Russie
- Fred Goebel (de) : Dimitri Pavlovitch de Russie
- Hans Peppler (de) : Friedrich Pourtalès (de)
- Hugo Flink (de) : von Szarapy
- Fritz Alberti
- Theodor Loos
- Hermann Heilinger
- Michael von Newlinski (de)
- Carl Ballhaus : Gavrilo Princip
- Ferdinand Martini : René Viviani
- Karl Gerhardt : Ketterl (de), valet de chambre de l'empereur François-Joseph Ier
- Paul Mederow (de) : Edward Grey
- Eugen Burg : Wladimir Giesl von Gieslingen
- Adolf Klein
- Paul Bildt : Arthur Nicolson
- Carl Goetz : Jules Cambon

### Source
- (de) Cet article est partiellement ou en totalité issu de l’article de Wikipédia en allemand intitulé « 1914, die letzten Tage vor dem Weltbrand » (voir la liste des auteurs).